# Aldino
Aldino (Aldein in tedesco) è un comune italiano di 1 600 abitanti della provincia autonoma di Bolzano in Trentino-Alto Adige.

## Geografia fisica
Il comune di Aldino si estende su una superficie di 63,19 km² nella parte meridionale dell'Alto Adige. Occupa la parte meridionale dell'altopiano del Monte Regolo, che fa parte delle Alpi della Val di Fiemme, e alcune zone montane adiacenti. Il capoluogo del comune, Aldino (1160 - 1220  m s.l.m.), si trova sul basso altopiano vero e proprio, circondato da alcune frazioni e numerosi singoli masi. A sud del capoluogo, si trova la frazione di Olmi e a sud-est, separato dal resto del comune dalla profonda gola del rio delle Foglie (Bletterbach) vi è l'abitato di Redagno.
Le cime più alte di Aldino si trovano a est sopra Redagno: le imponenti cime gemelle del Corno Bianco (2317  m) e del Corno Nero (2439  m), separate tra loro dal Passo di Oclini (1989  m).
A livello regionale, il comune di Aldino viene talvolta assegnato all'area della Bassa Atesina e il comune viene quindi assegnato al comprensorio Oltradige-Bassa Atesina. La parte settentrionale del Monte Regolo appartiene al vicino comune di Nova Ponente. A ovest il Monte Regolo digrada verso la valle dell'Adige all'altezza dei comuni di Ora e Bronzolo. Nella parte meridioanle, il comune di Aldino confina con i comuni di Montagna sulla Strada del Vino e Trodena nel parco naturale. Il confine comunale sud-orientale rappresenta anche il confine dell'Alto Adige con il Trentino.

## Origini del nome
Il toponimo è attestato nel Medioevo come in loco Aldin (1177-1185), in Alden (1185) e Aldein (1242 e 1340) e deriva probabilmente da un nome di persona germanico, latinizzato in Aldius. Il nome del paese fu italianizzato nel 1928 in Valdagno di Trento e nel 1940 in Aldagno, ma nel 1955 ricevette il nome attuale.

## Storia

### Origini
Aldino è uno degli antichi centri abitati che si sono insediati sulla catena dei monti Reggelberg, la catena che forma il confine linguistico tra l'area italiana e quella tedesca. Il paese è situato sulla strada che da Ora porta a Monte San Pietro (Petersberg), ai piedi del Corno Bianco e del Corno Nero.
Aldino era già in passato popolata in seguito alle grandi migrazioni baiuvare, ma la prima citazione risale solo al 1175, riconducibile a Federico Barbarossa.
Aldino apparteneva fino alla fine della prima guerra mondiale alla circoscrizione giudiziaria di Egna in Tirolo (odierno Alto Adige) e faceva parte del distretto di Bolzano.
Gli abitanti locali vengono a volte chiamati ancora con il termine Hessen, che significa "genti tedescofone provenienti da zone non bavaresi".

### Simboli
(D.P.G.R. 10 luglio 1969)
Lo stemma è troncato; nella parte superiore due quarti di cerchio, di azzurro, su sfondo argento che rappresenta il Weißhorn, ovvero il Corno Bianco. Nella parte inferiore è mostrata la croce bianca di Sant'Andrea scorciata che simboleggia le quattro frazioni originali su sfondo rosso come la montagna di porfirite. Lo stemma è stato concesso con decreto del presidente della Giunta regionale del 10 luglio 1969.
La bandiera è un drappo troncato di bianco e di rosso.

## Monumenti e luoghi d'interesse

### Architetture religiose
- Chiesa dell'Invenzione della Santa Croce. Le prime menzioni in cui si fa riferimento alla chiesa di Aldino sono del 1309, ma durante l'ultimo restauro del 1985 alcuni scavi hanno dimostrato l'esistenza di una precedente chiesa romanica a due absidi, risalente al XII secolo. La chiesa era inizialmente dedicata a sant'Elena, colei che ritrovò la croce di Gesù, verosimilmente moglie o concubina dell'imperatore romano Costanzo Cloro, a loro volta padre e madre dell'imperatore Costantino I il Grande. Oggi si è aggiunto anche San Giacomo. Nella metà del XV secolo si costruì una nuova chiesa. Nel 1485 la località venne elevata a curazia e ottenne una cura d'anime permanente, pur dipendendo sempre da Ora. Nel 1841 la chiesa fu ampliata con il prolungamento della navata sinistra e la costruzione della navata destra, oltre al rifacimento del campanile. L'attuale arredamento interno risale al 1897.

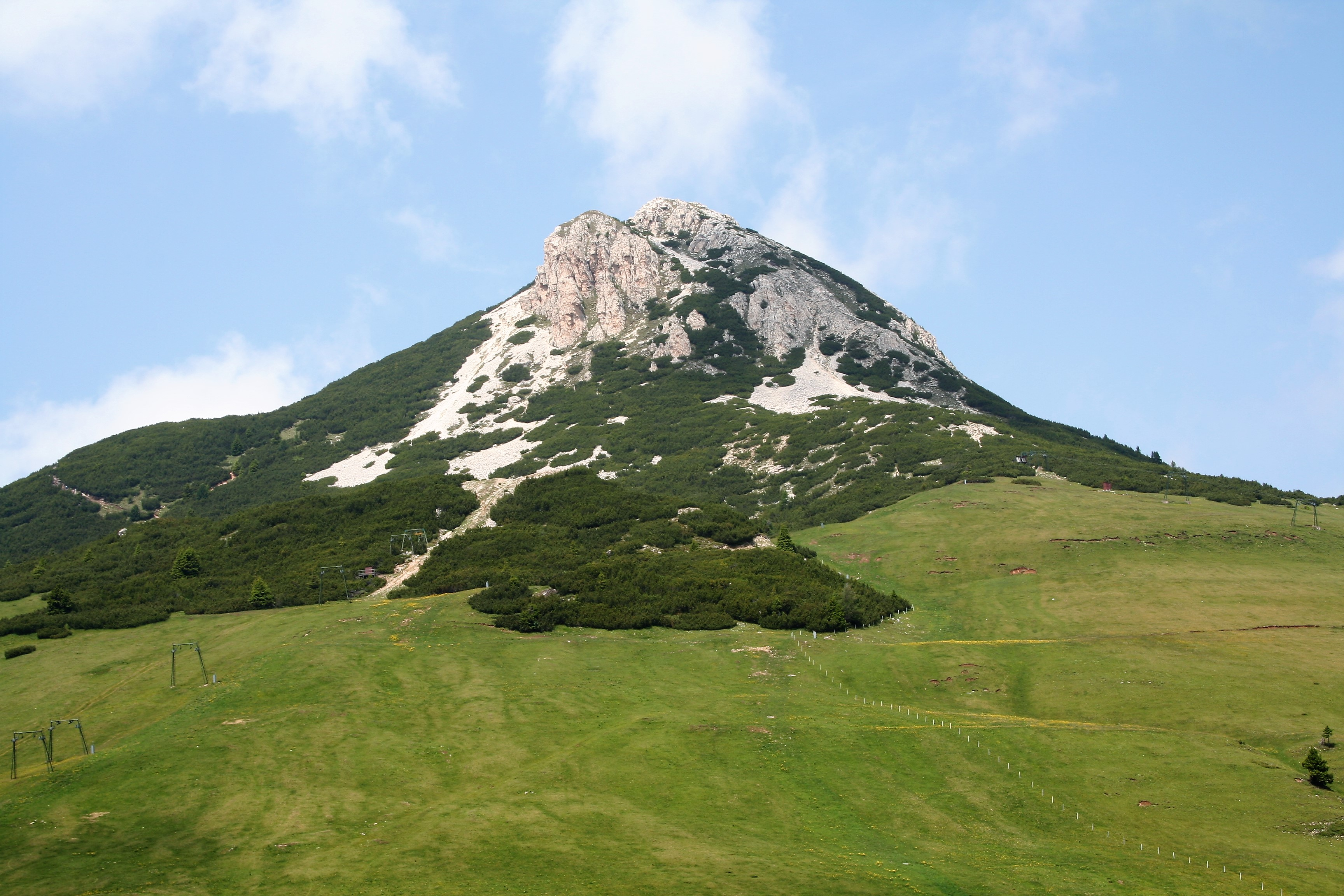
Corno Bianco

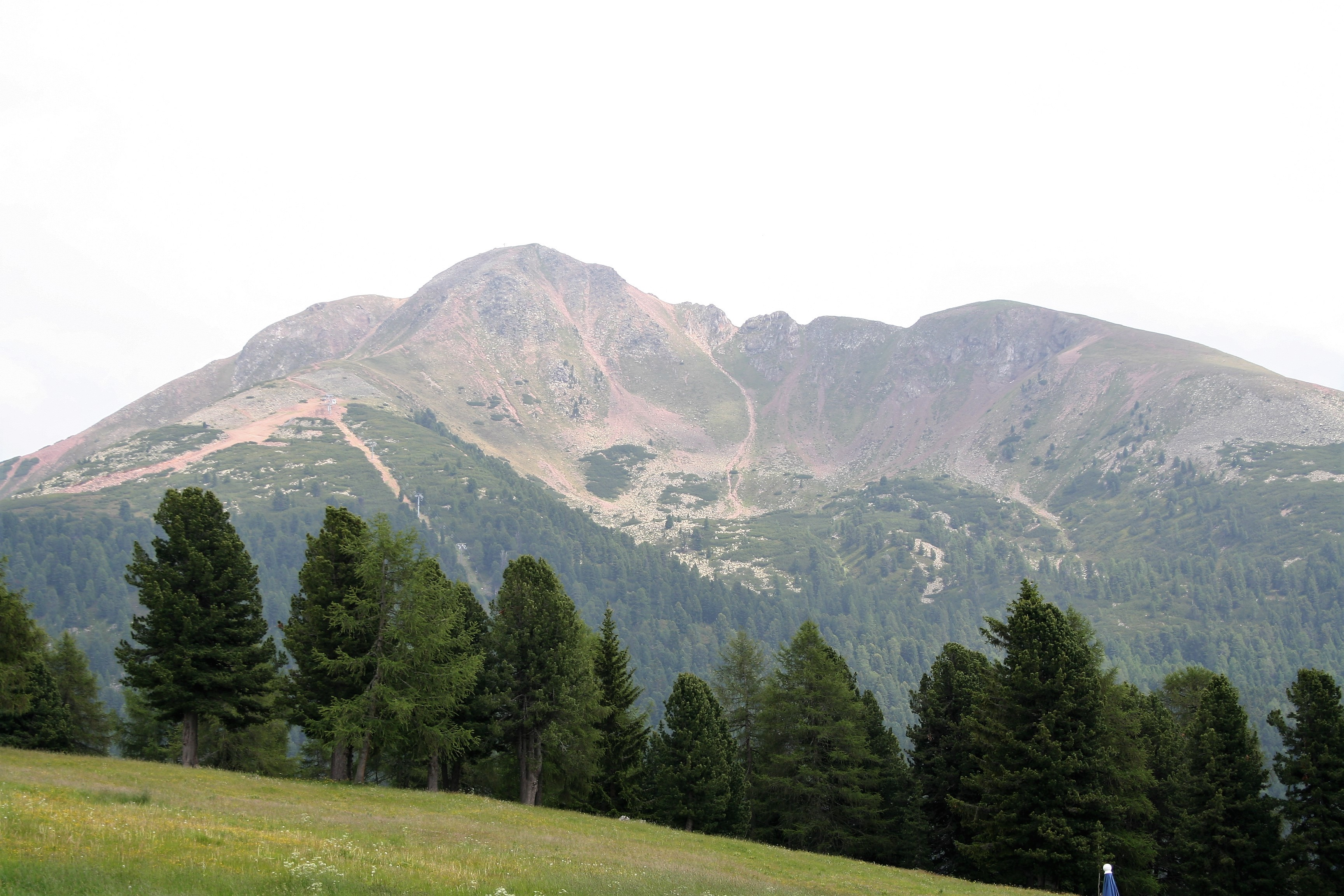
Corno Nero

- Chiesa di San Volfango

### Altri luoghi di interesse
- Rovine Leiterburg, nei pressi del sentiero che porta a Ora
- Strada lastricata, antica di 1000 anni nei pressi del maso Karnol
- Sito preistorico di Burgstallegg
- Ponte sul rio Olmi (Holenbach)
- Albergo storico Zirmerhof a Redagno (Radein), premiato dalla sovrintendenza ai beni architettonici nel 2009[10]
- Mulini

## Società

### Ripartizione linguistica
La popolazione di Aldino è nella quasi totalità di madrelingua tedesca:
| %      | Ripartizione linguistica (gruppi principali) |
| ------ | -------------------------------------------- |
| 97,89% | madrelingua tedesca                          |
| 1,85%  | madrelingua italiana                         |
| 0,26%  | madrelingua ladina                           |

Secondo il censimento del 1900, 963 abitanti di Aldino si dichiaravano di lingua tedesca mentre 84 si dichiaravano di lingua italiana (circa l'8% della popolazione).

### Evoluzione demografica
Abitanti censiti

## Cultura

### Il museo civico di Aldino
Il Dorfmuseum Aldein (Museo locale di Aldino) espone, oltre ad antichi attrezzi contadini e artigiani, opere d'arte d'epoca barocca e rococò e oggetti sacri.
Il 28 agosto 1989, durante la visita del conservatore provinciale dott. Karl Wolfsgruber, egli si accorse del grande valore che i pezzi conservati nella chiesa e nella cappella avevano. Si iniziò così una catalogazione degli oggetti, e per l'esposizione di questi la "Cassa Raiffeisen di Nova Ponente-Aldino" mise a disposizione un locale di sua proprietà. Il museo aprì il 26 maggio 1990.
Nel 1998 il museo fu trasferito nell'attuale sede, il primo piano della vecchia scuola elementare, ma si pensa già ad una nuova sistemazione.
Il museo è aperto da maggio a ottobre, con visite guidate su prenotazione.

## Amministrazione
| Periodo | Periodo   | Primo cittadino      | Partito | Carica  | Note   |
| ------- | --------- | -------------------- | ------- | ------- | ------ |
| 2005    | 2010      | Josef Pitschl        | SVP     | Sindaco | [ 14 ] |
| 2010    | 2015      | Christoph Matzneller | SVP     | Sindaco | [ 14 ] |
| 2015    | 2020      | Christoph Matzneller | SVP     | Sindaco | [ 14 ] |
| 2020    | in carica | Christoph Matzneller | SVP     | Sindaco | [ 14 ] |